# Charles César de Fay de La Tour-Maubourg
Marie-Charles-César-Florimond de Fay de La Tour-Maubourg (* 11. Februar 1756 in Grenoble; † 28. Mai 1831 in Paris) war ein französischer General.

## Leben
Marie-Charles-César-Florimond de Fay de La Tour-Maubourg, Bruder von Marie Victor Nicolas de Fay de La Tour-Maubourg, entstammte einem alten Adelshaus des Languedoc. Er trat in das königliche Heer ein und war Colonel des Régiment de Soissonnais, als die Französische Revolution ausbrach. Als Deputierter des Adels von Puy-en-Velay trat er damals, 1789, in die Reichsständeversammlung ein. In der Nationalversammlung verband er sich schon Ende Juni 1789 mit dem dritten Stand und plädierte für politische Reformen. Er legte freiwillig die Privilegien seiner Baronie in Languedoc nieder und stimmte für die Einverleibung der Grafschaft Avignon in Frankreich.
1791 war La Tour-Maubourg zusammen mit Antoine Barnave und Jérôme Pétion einer der drei Kommissare, die König Ludwig XVI. und Königin Marie-Antoinette nach ihrer misslungenen Flucht nach Varennes nach Paris zurückbrachten. Als Maréchal de camp übernahm er ein Kommando im Armeekorps des Marquis de La Fayette und erhielt beim Feldzug den Befehl über die Grenadier- und Jägerreserve sowie später über die Vorhut. Wie La Fayette opponierte er gegen den Tuileriensturm vom 10. August 1792 und die darauf folgende Inhaftierung der Königsfamilie, entfloh wie La Fayette am folgenden 19/20. August ins Ausland und wurde von den Preußen und Österreichern jahrelang in harter Gefangenschaft in Glatz, Nysa und Olmütz gehalten, bis er auf Napoleon Bonapartes Verwendung am 20. September 1797 in Olmütz die Freiheit erhielt.
In einem Brief an Napoleon sprach La Tour-Maubourg ihm seine Hochschätzung aus und nach einem Aufenthalt in Hamburg wurde er nach dem Staatsstreich des 18. Brumaire VIII (9. November 1799) von Napoleon nach Frankreich zurückgerufen. 1801 wurde er Mitglied der gesetzgebenden Körperschaft (Corps législatif). 1806 erfolgte seine Ernennung zum Senator, und er erhielt auch in diesem Jahr das Kommando der Militärdivision zu Cherbourg und suchte hier die Hafenwerke herzustellen. 1814 stand er als Regierungskommissar in Caen, als Napoleon abgesetzt wurde, und sandte der provisorischen Regierung seine Beitrittserklärung zu. Er führte die Geschäfte in Caen fort, bis ihn Graf Artois nach Montpellier sandte, um hier die Bevölkerung für die Bourbonen zu gewinnen. Ludwig  XVIII. ernannte ihn während der ersten Restauration zum Pair von Frankreich, als welcher er während der Session von 1814 die konstitutionellen Freiheiten, die er schon Napoleon gegenüber betont hatte, energisch verteidigte.
Als Napoleon im nächsten Jahr von Elba zurückkehrte und während der Herrschaft der Hundert Tage erneut die Macht in Frankreich übernahm, schloss La Tour-Maubourg sich ihm wieder an und ließ sich zum Pair ernennen. Als Napoleons endgültige Niederlage in der Schlacht bei Waterloo bekannt wurde, verteidigte er die individuelle Freiheit gegen polizeiliche Eingriffe und widersetzte sich heftig dem Gesetzesentwurf wegen Maßnahmen für die allgemeine Sicherheit. Ludwig XVIII. schloss den Überläufer 1815 aus der Pairskammer aus, als er zurückkehrte, ließ ihn aber durch die Ordonnanz vom 5. März 1819 dort wieder eintreten. Vom öffentlichen Leben gänzlich zurückgezogen, starb der Graf am 28. Mai 1831 im Alter von 75 Jahren in Paris und hinterließ sieben Söhne.

## Nachkommen
Sein ältester Sohn, Juste Florimont (1781–1837), war seit 1806 französischer Gesandter an vielen europäischen Höfen und starb am 24. Mai 1837 als solcher in Rom.
Der zweite, Rodolphe, geboren am 8. Oktober 1787, trat 1806 in die französische Armee, focht in Spanien, wurde während der Restauration Maréchal de Camp, später Generalleutnant, 1845 Pair und starb am 31. Mai 1871 in Paris.
Ein dritter, Armand Charles Septime de Fay, Graf de Latour-Maubourg, geboren am 22. Juli 1801 in Passy, wurde 1830 französischer Gesandter in Brüssel, 1836 in Madrid und nach dem Tod seines Bruders in Rom. 1841 erhielt er die Pairswürde. Er starb am 18. April 1845 in Marseille.